# ATV 6시 뉴스
aTV 6시 뉴스(광둥어: 六點鐘新聞 육점종신문, 영어: News at Six)는 홍콩 aTV의 방송 채널 aTV Home(本港台)과 aTV Asia(亞洲台)에서 매일 저녁 6시에 방송되는 광둥어 뉴스 프로그램이다.
6시 뉴스는 ‘려적전시(麗的電視)’에서 18:22에 방송된 《今日》로부터 시작되었다. 70년대에는 《今晚新聞》으로 바뀌었다. 이후에 19:30, 19:00으로 시간대가 바뀌다가 1985년 3월 18일에는 18:15로 옮기고, 1989년 2월 13일에 《六點三新聞》으로 바뀌었다. 이후 1991년 2월 25일부터 18:00로 옮기고 《六點鐘新聞》로 바뀌었다.
1999년 10월 19일 시간대를 19:30으로 옮기고 《亞視七點半新聞》으로 바뀌었으나, 기본 시간대에 익숙한 시청자들의 외면으로 시청률이 크게 하락하여 2000년 3월 6일에 다시 《六點鐘新聞》로 돌아왔다.

## 같이 보기
- ATV 야간 뉴스